# Чертков, Владимир Григорьевич
Влади́мир Григо́рьевич Чертко́в (22 октября (3 ноября) 1854 — 9 ноября 1936) — лидер толстовства как общественного движения, близкий друг Л. Н. Толстого, редактор и издатель его произведений.

## Биография

### Ранние годы
Родился 22 октября (3 ноября) 1854 года в богатой аристократической семье Чертковых, состоявшей в близком родстве со Строгановыми и Шуваловыми.
Его отец Григорий Иванович (1828—1884) был флигель-адъютантом при Николае I и генерал-адъютантом при Александре II и Александре III, прошёл путь от командира полка до начальника дивизии. Мать Елизавета Ивановна (1832—1922, урождённая графиня Чернышева-Кругликова) пользовалась особой благосклонностью  Марии Федоровны, занималась распространением Евангелия в петербургских гостиных, в 1884 году она пригласила английского проповедника лорда Гренвилла Редстока в Петербург, познакомила его со своими родственниками и друзьями. В романе «Анна Каренина» ярко описан этот период, когда великосветские салоны превратились в места духовных бесед и христианских собраний.
Получил прекрасное домашнее образование. Не без влияния матери и её друзей у Владимира Черткова рано пробудилась тяга к духовным исканиям. Его можно отнести, по определению классиков, к «кающимся дворянам» — новому типу аристократов, заявившему о себе во второй половине XIX в. В жизни Владимира случился момент, когда он встал на путь покаяния. «Будучи двадцатидвухлетним гвардейским офицером, я прожигал свою жизнь, предавшись всем классическим порокам, — вспоминал Чертков. — Я жил как в чаду, с редкими промежутками отрезвления. Бог! Если Ты существуешь, то помоги мне — я погибаю. Так от всего сердца взмолился я однажды и раскрыл Евангелие на том месте, где Христос называет Себя Путём, Истиной и Жизнью. Я получил облегчение, и радость моя в эти минуты была невыразима».
Пережив духовный переворот, постепенно углубляясь в евангельские истины, Чертков приходит к убеждению, что исповедание Христа несовместимо с тем образом жизни, который он вёл. Несовместимо, по его мнению, и с военной службой.
Отслужив 8 лет в конногвардейском полку, Чертков оставил военную службу и поселился в Лизиновке — родительском поместье близ Россоши (Лизиновка — бывший хутор Свинуха, переименованный дедом Черткова Иваном Дмитриевичем в честь Елизаветы, супруги сына Григория Ивановича), посвятив себя благотворительности и просвещению крестьян. Переселился из усадебного дома в тесную комнату ремесленной школы, стал ездить только в вагонах третьего класса, вместе с простым народом, в разговорах осуждал барскую жизнь. Владельцы соседних поместий сочли Черткова сумасшедшим. Слухи о странном поведении отпрыска известной фамилии дошли до Александра III, и тот приказал учредить негласный надзор за «опростившимся» барином.

### Помощник Толстого
В 1883 году познакомился с Л. Н. Толстым, став его единомышленником и помощником. В 1884 году Владимир Григорьевич Чертков в сотрудничестве с издателем И. Д. Сытиным организовал, по совету Толстого, издательство «Посредник», целью которого было издание дешевых, доступных простому народу книг. Там публиковалась беллетристика и публицистика морально-этического характера, в первую очередь назидательные статьи и рассказы для народа самого Льва Толстого. Чертков и Толстой вели обширную переписку, составляющую пять томов собрания сочинений писателя. Черткова называют самой влиятельной фигурой в окружении Толстого с середины 80-х годов до самой смерти писателя. Толстой писал: «Если бы Черткова не было, его надо было бы придумать».
В начале 1880-х годов работа с рукописями и черновиками Л. Н. Толстого привела Черткова к идее создания «Свода мыслей» писателя. Более 30 лет кропотливо, как жемчужины, собирались они из всего когда-либо написанного Толстым. Наблюдая за работой по составлению «Свода», Лев Николаевич так определил его значение: «… это сплочение моего духовного „я“», «... моя настоящая биография, биография моей мысли...».
В конце марта 1894 года Лев Николаевич вместе со своей дочерью Марией Львовной приехал в имение семьи Чертковых — хутор Ржевск — и пробыл здесь целую неделю.

### Под контролем полиции
Посещение Ржевска Л. Н. Толстым не обошлось без неприятных последствий для Черткова. Над ним стали собираться тучи. В 1894 году в Воронежском губернском жандармском управлении возникло дело N 24 «О распространении в Воронежской губернии лжеучения графа Льва Толстого». Материалы этого дела подтверждают рассказ Ю. А. Радиной, как однажды в Ржевск пришли незнакомые люди и стали спрашивать, не было ли здесь чужих, заблудившихся лошадей. Пришедших было трое. Одеты в крестьянскую одежду. В. Г. Чертков пригласил их в дом: «Пойдемте, попьем чаю, а потом поговорим о лошадях». И здесь за чашкой чая Чертков понял, что это были переодетые сыщики. Юлия Александровна не знала содержания разговора в доме, но видела, как недружелюбно выпроводил Владимир Григорьевич незваных гостей. Такими методами жандармы собирали сведения о Толстом и Черткове. В деле N 24 записано: "По имеющимся сведениям у Владимира Григорьевича Черткова в имении его Россоша… сосредоточен обширный материал для составления… «Истории гонения на христиан в России». Вот в поисках этих материалов и был произведен обыск в доме. О результатах обыска начальник губернского жандармского управления докладывал в департамент полиции: «Сейчас обыскан хутор Черткова, отобраны запрещенные издания Толстого, разные рукописи. „История гонения“ не обнаружена, все увезено в Ясную Поляну».
В 1895 году Чертков писал Толстому: «Я получил сведения о том, что Победоносцев (министр внутренних дел. — Г. Ч.) думает предпринять меры из-за того, что я „направо и налево распространяю Ваши рукописи“, завел какие-то литографические станки и т. п. На Вас Победоносцев смотрит как на известного сумасшедшего и, мне говорили, не собирается Вас трогать ввиду Вашего положения общественного и семейного, меня же он считает деятельным распространителем Вашего революционного учения и при первом случае готов заключить в сумасшедший дом или сослать».
В 1914 году «Свод» был подготовлен к изданию, о чём свидетельствует выпущенная в 1915 году брошюра В. Г. Черткова «Об издании полного собрания мыслей Л. Н. Толстого». Но потрясшие Россию исторические бедствия не дали тогда осуществиться задуманному.
Чертков был единственным человеком, которого Толстой допускал к себе практически в любое время и без приглашения. После организации издательства «Посредник» Чертков ввёл в практику редактирование текстов писателя, с чем он неожиданно легко соглашался. Одной из его идей стало переписывание текстов старых произведений Толстого с оставлением пробелов и широких полей, чтобы он мог вносить новые правки. В мае 1885 года Чертков с матерью поехал в Англию и занимался изданием на английском языке запрещённых в России произведений Толстого: в первой книге печатаются «Исповедь», «В чём моя вера?» и «Краткое изложение Евангелия».
У Черткова были постоянные конфликты с женой Толстого Софьей Андреевной, которая практически ревновала мужа к нему. Ситуация обострилась, когда в начале 1900-х годов началась настоящая борьба за дневники писателя, и жене и детям Толстого стало известно о подготовке Чертковым окончательного юридического завещания Толстого (первые несколько вариантов имели изъяны с юридической точки зрения). После подписания окончательного завещания все права на произведения Толстого формально переходили к его дочери Александре (в случае её смерти — к старшей дочери Татьяне), но Чертков оставался реальным распорядителем.

### Ссылка
Елизавета Ивановна испытывала противоречивые чувства в связи со сменой жизненных ориентиров сына. Она радовалась тому, что Владимир бросил пустую светскую жизнь и потянулся к идеалам Евангелия. Но её чрезвычайно беспокоило его откровенно толстовское восприятие Нового Завета. Слишком вольное толкование Толстым Священного Писания коробило её. На этой почве отношения Чертковой с сыном и его знаменитым другом становились напряжёнными.
Некое сознание вины перед Елизаветой Ивановной часто терзало и Льва Николаевича. В многочисленных письмах к Владимиру Григорьевичу Толстой неизменно ищет пути примирения с его матерью:
«Пишу вам и постоянно думаю о вашей матери. Мне почему-то кажется, что она относится ко мне враждебно. Если можете, напишите мне про это. От меня же передайте ей мою любовь. Потому что я не могу не любить вашу мать. И мне бы больно было знать, что я ей неприятен» (24 июня 1884 года).
Когда же дело касалось социального служения, правозащитной деятельности, догматические вопросы отступали на второй план. В России усиливались гонения на неправославных верующих, и Толстой часто обращался к Елизавете Ивановне, близко знакомой с семьёй Александра III и с матерью Николая II Марией Фёдоровной, с просьбой вступиться за гонимых.

Однако репрессии напрямую коснулись и Владимира Черткова — после того, как он стал писать воззвания и ходатайства в защиту жестоко преследуемых духоборов, молокан, штундистов. В петербургский дом Чертковых на Галерной Гавани нагрянула полиция с обыском. Вскоре министр внутренних дел Горемыкин известил Елизавету Ивановну о том, что её сын виновен в пропаганде и незаконном вмешательстве в дела сектантов, и Комитет министров постановил сослать его в Сибирь, но императрица-мать, узнав об этом, просила Николая II смягчить решение в память дружбы её и Александра Третьего с его родителями, в связи с чем Владимиру Черткову предоставляется выбор: ссылка в Прибалтику под надзор полиции или ссылка за границу на неопределённый срок. Владимир Григорьевич предпочёл второй вариант. Вместе с ним на отъезд решилась и Елизавета Ивановна. Проводить Чертковых в Петербург прибыл Лев Толстой с женой Софьей Андреевной. 
Таким образом в 1897 году Владимир Чертков за помощь духоборам был выслан в Англию. Там им были изданы запрещённые в России произведения Льва Толстого и создано хранилище рукописей писателя.
Мать с сыном прожили в Англии около одиннадцати лет. Елизавета Ивановна активно помогала Владимиру вести правозащитную деятельность. Весьма многочисленная группа гонимых духоборов по их ходатайствам смогла эмигрировать из России. Перед вынужденным отъездом в Англию Елизавета Ивановна уговорила друга семьи писателя Александра Эртеля занять место управляющего её имениями. Эртель рачительно хозяйствовал на чертковских землях, регулярно высылая доходы хозяевам за границу. На средства матери Владимир Чертков оборудовал типографию в окрестностях Лондона. Там же сформировалось известное издательство «Свободное слово», выпускавшее брошюры о положении верующих в России.
В Лондоне в 1903 году Владимир Чертков впервые опубликовал в журнале «Жизнь» репродукцию с картины Ильи Репина «Перед исповедью», которая была запрещена к экспонированию на территории Российской империи, так как изображала революционера-народника, приговорённого к смертной казни и отказывающегося от покаяния в молчаливом противостоянии с пришедшим к нему в камеру священником. Чертков сделал фотокопию со снимка с полотна, который принадлежал художественному критику Владимиру Стасову.

### Возвращение на родину
В 1908 году Чертковы возвратились на родину.
В 1918 году Чертков возглавил Объединённый совет религиозных общин и групп (ОСРОГ). Он в 1920 году встречался с Лениным по вопросу об отказах служить в Красной Армии по религиозным соображениям.
В 1918—1919 годах был поставлен вопрос о государственном издании Полного собрания сочинений Льва Николаевича Толстого, и в Наркомпросе при непосредственном участии А. В. Луначарского и В. Г. Черткова началась разработка плана издания и его организационной структуры. В 1928 году вышел первый, а в 1958 году, уже после смерти В. Г. Черткова, последний, девяностый, том Полного собрания.
Чертков выступил в роли редактора собрания сочинений, а также написал вступление. Главным редактором академического собрания сочинений Л. Н. Толстого Чертков оставался до конца жизни.
Лев Толстой выразил благодарность В. Г. Черткову такими словами: «Бог дал мне высшее счастье, — он дал мне такого друга, как Чертков». Его посмертной волей было передать Черткову все права на издание тех сочинений, «которые он посчитает нужными».
В конце 1927 года Чертков образовал «Комитет по исполнению воли Л. Н. Толстого» на случай своей смерти или на случай невозможности для него вести дела главной редакции собрания сочинений. В состав этого комитета Чертков избрал следующих пять лиц: Александра Борисовича Гольденвейзера, Николая Константиновича Муравьева, Николая Сергеевича Родионова, Ольгу Константиновну Толстую и Владимира Владимировича Черткова (своего сына). Позднее он включил в состав комитета также Николая Николаевича Гусева. Положение об этом комитете на основании постановления СНК РСФСР от 12 октября 1928 года было утверждено 2 июля 1928 года Наркомпросом РСФСР.

### Смерть
По предложению И. В. Сталина Политбюро ЦК ВКП(б) приняло решение о принятии расходов по похоронам В. Г. Черткова на счёт государства.
Похоронен на Введенском кладбище (21 уч.).

## Семья
С 19 октября 1886 года был женат на Анне Константиновне Дитерихс (1859—1927). Их дети:
- Ольга (1887 — ум. в детстве)
- Владимир (1889—1964), продал архив издательства «Посредник» Литературному музею.

## Память
- 26 марта 1894 года на железнодорожной станции Митрофановка, по пути к Черткову, останавливался Л. Н. Толстой. Этому событию посвящена мемориальная доска на здании станции[24], на которой указано:

26 марта 1894 года на станцию Митрофановка (Ольгинская) приехал великий русский писатель ЛЕВ НИКОЛАЕВИЧ ТОЛСТОЙ по пути на хутор Ржевск к В. Г. Черткову.

- В 1999 г. в Россошанском районе на месте хутора Ржевск был воздвигнут памятный знак из Павловского розового гранита. Надпись на камне гласит:

«Здесь стоял хутор Ржевск, где с 1888 года В. Г. Чертков и его друзья в издательстве „Посредник“ готовили к печати книги для просвещения народа. Весной 1894 года в Ржевске гостил Л. Н. Толстой».

- Обширный фонд Владимира Григорьевича Черткова хранится в Российском государственном архиве литературы и искусства. Он насчитывает 6483 единицы хранения и охватывает период с середины XIX века по 1940 год. В фонде находятся личные и деловые переписки, телеграммы, документы и черновики.

## Чертков в кинематографе
- «Уход великого старца» (1912, Российская империя). В роли Владимира Черткова — Михаил Тамаров.
- «Лев Толстой» (1984, СССР — Чехословакия). В роли Владимира Черткова — Алексей Петренко.
- «Последнее воскресение» (2009, Германия — Великобритания — Россия). В роли Владимира Черткова — Пол Джаматти.

## Сочинения
- Чертков В. Г. Римский мудрец Эпиктет, его жизнь и учение. (Серия «Жизнь и учение мудрецов»), 1889
- Чертков В. Г. Злая забава. Мысли об охоте. / С предисловием Л. Н. Толстого. СПб., Тип. А. С. Суворина, 1890
- Чертков В. Г. Студенческое движение 1899 года. Издание «Свободного слова», № 29. A.Tchertkoff, Purleigh, Maldon, Essex, England, 1900.
- Чертков В. Г. Финляндский разгром. Издание «Свободного слова», № 35. A. Tchertkoff, Maldon, Essex, England, 1900
- Чертков В. Г. О революции. Насильственная революция или христианское освобождение? / С предисловием Л. Н. Толстого. Издание «Свободного слова», № 89. Christchurch, Hants, England, 1904.
- Чертков В. Г. Наша революция. Насильственное восстание или христианское освобождение? / С послесловием Л. Н. Толстого. Изд. 2-е, доп. М., тип. Поплавского 1907
- Чертков В. Г. О последних днях Л. Н. Толстого. М., Тип. И. Д. Сытина, 1911. (Отсканированное издание 1911 года)
- Чертков В. Г. Жизнь одна (Об убийстве живых существ). М., издание «Посредника», 1912
- Чертков В. Г. «Об издании полного собрания мыслей Л. Н. Толстого» Типография Т-ва И. Д. Сытина Москва — 1915 г.
- Чертков В. Г., Джейн Хола. Христианство первых веков. М., издание Общества Истинной Свободы в память Л. Н. Толстого, 1919
- Save Russia. A Remarkable Appeal to England by Tolstoy’s Executor in a Letter to his English Friends by V. Tchertkoff (Спасите Россию). London, 1919.
- Чертков В. Г. Уход Толстого. — М.: Центральное Товарищество „Кооперативное Издательство“ и издательство „Голос Толстого“, 1922. — 126 с.
- Чертков В. Г. письмо-ходатайство к И. В. Сталину за арестованных толстовцев от 5 февраля 1930 г. // Возвращение памяти. Историко-публицистический альманах. Вып. 3. Новосибирск, Изд-во Сиб. отд. РАН, 1997
- Чертков В. Г «Свод мыслей Л. Н. Толстого».